# Alice Bacon
Pour les articles homonymes, voir Bacon.
Alice Martha Bacon (10 septembre 1909 - 24 mars 1993) est une femme politique du parti travailliste britannique. Elle est née à Normanton, dans le Yorkshire de l'Ouest. Son père est mineur et conseiller du comté travailliste. Elle fait ses études à la Normanton Girls 'High School et au Stockwell Teachers' Training College avant de devenir institutrice.

## Carrière politique
Bacon prononce son premier discours politique à l'âge de 16 ans .
Aux élections générales de 1945, elle est élue députée de Leeds North East. Lorsque les limites de la circonscription sont révisées pour l'élection générale de 1955, elle se présente dans la circonscription de Leeds Sud-Est et est députée de cette circonscription jusqu'à sa retraite aux élections générales de 1970.
Elle est membre du Comité exécutif national du Parti travailliste de 1941 à 1970, et présidente du parti de 1950 à 1951. Dans les honneurs du couronnement de 1953, elle est nommée à l'Ordre de l'Empire britannique.
Lorsque le Parti travailliste revient au gouvernement en 1964, Bacon devient ministre d'État au ministère de l'Intérieur, restant jusqu'en 1967, et sert sous Frank Soskice et Roy Jenkins dans une période de réformes de libéralisation. Elle est nommée au Conseil privé en 1966. De 1967 à 1970, elle est ministre d'État au ministère de l'Éducation et des Sciences.
À sa retraite de la Chambre des communes, elle est créée le 14 octobre 1970, baronne Bacon de la ville de Leeds et de Normanton dans le West Riding of Yorkshire.

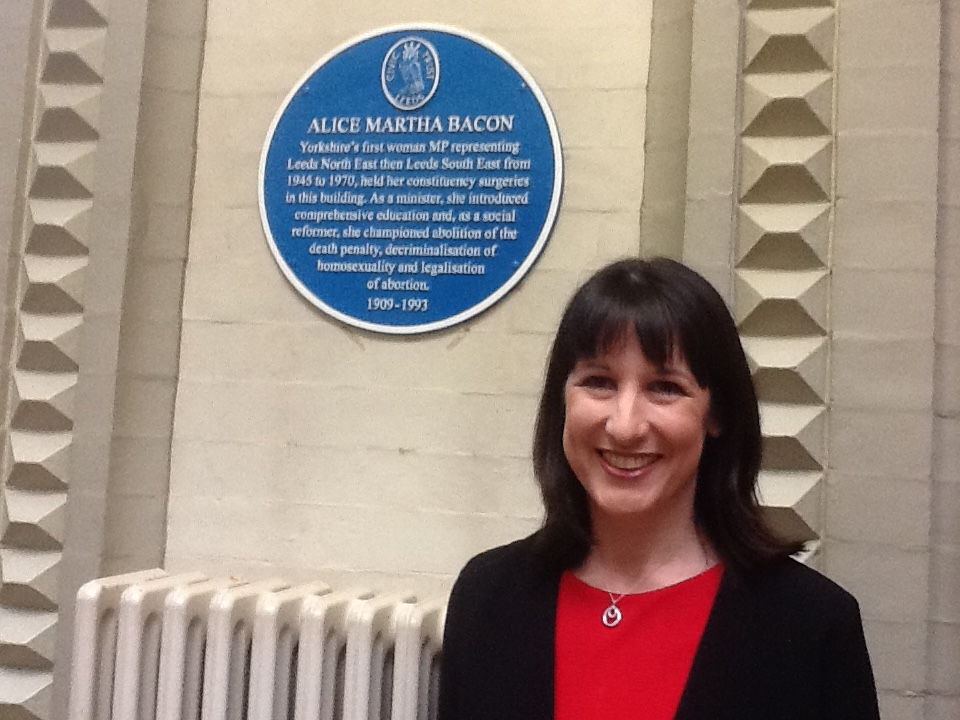
Alice Bacon Blue Plaque à Leeds Corn Exchange, dévoilée par sa biographe Rachel Reeves.

Une plaque bleue de Leeds Civic Trust est dévoilée par Rachel Reeves en 2019 au Leeds Corn Exchange.

## Distinctions
- Commandeur de l'ordre de l'Empire britannique